# Mick Meagan
Mick Meagan (Dublin, 1934. május 29. – 2022. november 27.) válogatott ír labdarúgó, hátvéd, edző.

## Pályafutása

### Klubcsapatban
1952 és 1969 között az angol bajnokságban szerepelt. 1952 és 1964 között az Everton, 1964 és 1968 között a Huddersfield Town, 1968–69-ben a Halifax Town labdarúgója volt. Az 1962–63-as idényben tagja volt az Everton bajnokcsapatának.
1969 és 1976 között az ír bajnokságban játszott. 1969 és 1973 között a Drogheda United játékos-edzője, 1973–74-ben a Bray Wanderers labdarúgója, 1974 és 1976 között a Shamrock Rovers játékos-edzője volt.

### A válogatottban
1961 és 1969 között 17 alkalommal szerepelt az ír válogatottban.

### Edzőként
1969 és 1971 között az ír válogatott szövetségi kapitányaként tevékenykedett. Közben a Drogheda United, majd a Shamrock Rovers játékos-edzője volt.

## Sikerei, díjai
Everton
- Angol bajnokság (First Division)
  - bajnok: 1962–63
- Angol szuperkupa
  - győztes: 1963